# Pancovia polyantha
Pancovia polyantha är en kinesträdsväxtart som beskrevs av Ernest Friedrich Gilg och Adolf Engler. Pancovia polyantha ingår i släktet Pancovia och familjen kinesträdsväxter. Inga underarter finns listade i Catalogue of Life.